# 6276 Kurohone
6276 Kurohone (1994 AB) là một tiểu hành tinh vành đai chính được phát hiện ngày 1 tháng 1 năm 1994 bởi T. Kobayashi ở Oizumi.